# Tommy Langley
Tommy Langley (sinh 8 tháng 2 năm 1958 tại Elephant & Castle, Luân Đôn) là một cựu cầu thủ bóng đá người Anh thi đấu trong những năm 1970 và 1980 ở vị trí tiền đạo. Hiện tại ông đang làm bình luận của chương trình Matchnight Live trên kênh Chelsea TV.